# Kamen-Rybolov
Kamen-Rybolov (en russe : Камень-Рыболов) est un village et centre administratif du raïon du Khanka dans le kraï du Primorié, en Extrême-Orient russe. Sa population s'élevait à 8 723 habitants au recensement de 2021.
Le nom Kamen-Rybolov, qui signifie « Pêcheur de pierre » vient d'une pierre située au bord du lac, dans laquelle les poissons allaient à marée haute.

## Géographie
Le village de Kamen-Rybolov se trouve dans le kraï du Primorié, kraï du sud de l'Extrême-Orient en Russie asiatique. Faisant partie du district fédéral extrême-oriental, il se trouve à 180 km au nord de Vladivostok, la capitale du district et du kraï. Il fait partie du raïon du Khanka, dans l'ouest du kraï, et il en est le chef-lieu.
Concernant la géographie, Kamen-Rybolov se trouve au Primorié, une région géographique allant de la rive sud de l'Amour au golfe de Pierre-le-Grand (région faisant partie par ailleurs partie de la Mandchourie-Extérieure, russe depuis 1860). Kamen-Rybolov, comme toute le kraï, est situé dans le fuseau horaire MSK+7 (heure de Vladivostok). Le décalage horaire appliqué par rapport au temps universel coordonné est +10:00.
Il est sur la rive sud-ouest du lac Khanka, plus grand lac du Primorié.

## Histoire
Le village a été fondé en 1865.